# Vladimir Čerina
Vladimir Čerina (Split, 9. svibnja 1891. – Šibenik, 29. veljače 1932.), hrvatski književnik.
Pisao je u časopisima Val i Vihor, gdje se buni protiv Austro-Ugarske i mađarona. Sudjelovao je u organiziranju atentata na Slavka Cuvaja. Po završetku Prvog svjetskog rata razočaran je ostvarenjem jugoslavenstva. Duševno rastrojen smješten je u duševnu bolnicu u Šibeniku, gdje je i umro. Pripada buntovnom i nadarenom naraštaju mladih hrvatskih književnika koji se kritički odnose prema političkoj i građansko-društvenoj situaciji s početka stoljeća. Objavljivao je feljtone, književno-kritičke studije, pjesme i brojne pjesme o hrvatskim piscima, a najviše nadahnut avangardnim pisanjem i oporbenim stavom Janka Polića Kamova.

## Životopis
Sin imućne građanske obitelji, neredovito je pohađao škole u Splitu, Zagrebu i Rijeci, a 1910. potpuno se posvetio pripremi za »zvanje književnika i javnog radnika«. Već 1911. pokušava preko časopisa Val prenijeti u Zagreb jugonacionalističko raspoloženje splitskoga kruga »radikalno napredne omladine«. Čerinina opredjeljenja potvrđuje njegov »list za nacionalističku kulturu« - Vihor (Zagreb 1914), zbog čije je orijentacije odmah nakon sarajevskog atentata pobjegao u Italiju. Iz emigracije se vratio 1919. živčano rastrojen, pa je unatoč grozničavim pokušajima samoodržanja 1922. završio u duševnoj bolnici.
Manji, ali vredniji dio Čerinina, ionako opsegom skromna književnog rada, pored publicističkih i feljtonskih tekstova (Beograd bez maske, Split 1912.), te književnokritičkih (studija Janko Polić Kamov, Rijeka 1913.), čine pjesme - od Raspeća (Split 1912.), sa šest pjesama u zborniku Hrvatskoj mladoj lirici (Zagreb 1914.) Društva hrvatskih književnika koji je uredio Julije Benešić, do rukopisne zbirke Osama što ju je »godine 1963. pronašao Miroslav Krleža među svojim papirima«, a objavio I. Frangeš u Forumu (1964).
S Čerinom, o kojem razmišlja i piše cijelog života, Krleža je u tri navrata bio u prisnijem kontaktu. Kad je 1907. stigao u gornjogradsku gimnaziju zatekao je u istom razredu »repetenta« Čerinu. Postavši i sam »repetent«, a onda kadet, izgubit će ga iz vida, ali ipak pri ponovnom susretu na početku 1914. prepoznaje u njemu »svog starog druga«. Njihovim »rastankom« naziva K. razgovor u predvečerje Čerinina bijega, makar je izvjesno da su kontaktirali i nakon rata. Štoviše, »,nikad nisi napisao ni jednog hrvatskog retka tako toplo kao ono o Mađarima‘ prigovorio mi je Vlado Cerina kad sam u ,Novoj Evropi‘ (1922.) štampao jednu od svojih madžarskih varijacija« (Fragmenti dnevnika iz godine 1942., Forum, 1972., 4-5).
Kada je i kako bilježnica s autografom Osame, datirana 1915., došla Krleži u ruke nije poznato. S razlogom N. Milićević, koji se time bavi, misli da je »Čerina cijenio Krležu«, ali i ono pola Čerinine rečenice o Krleži (»u strogoj bradi Miroslava Krleže sja cijela široka i lelujava sociologija Aleksandra Hercena«, Književne poze, 1920.) nagovještava njihov polemičan odnos.
»Sjećam se jednog noćnog razgovora s V. Čerinom, nekoliko dana poslije Sarajevskog atentata. Dokazivao sam kako laje u vjetar (...) a naši pogledi na mnoga otvorena pitanja bili su principijelno udaljeni, da ne kažem dijametralno suprotni. Za njegove bezazlene vidovdanske fraze, a naročito za, kult nacionalne energije‘ bio sam tada već po iskustvu uvjeren da spadaju u najisprazniju retoriku« - kaže K. u eseju Deset krvavih godina (Književna republika, 1924., knj. I, br. 8). Čini se da je u vremenskom lociranju toga »noćnog razgovora« pogriješio jer je, po svjedočenju Lj. Wiesnera, Čerina već bio u Torinu, pa ipak ne treba sumnjati u vjerodostojnost duha prepirke. K. se i u zapisu iz Davnih dana (1916.) prisjeća svoje namjere o Antivihoru kao odgovoru na »nacionalne mistifikacije«, te Čerinina gnjeva kao njezine posljedice.
Još zarana, prije no što se fantomski ideali »čerinijade« ozbilje u frazi »zloglasnog Vidovdanskog Ustava« (Nekoliko riječi o malograđanskom historizmu hrvatstva uopće, Književna republika, 1926., knj. III, br. 6), K. prepoznaje u Čerini »jedan od naših pogaženih talenata« (Slučaj kipara Studina, Riječ SHS, 8. III. 1919.).
Naklonost prema Čerininoj »sjajnoj iskri nama toliko dragih inspiracija« (O nekim problemima Enciklopedije, Republika, 1953., 2-3) izrazit će konačno u nadahnutom članku napisanom za EJ (1956.). »Poetski i mladenački ocrtani nacionalizam« vertikala je djela pisca čiji ideali nisu izdržali »kritičke ocjene« i čija je poezija sputana »pasatističkom konvencijom«, ali koje će ipak ostati »svjedočanstvom jednog talenta nestalog u vihoru vremena«.
Metafora Čerinina Vihora česta je tema Krležinih varijacija, uglavnom s negativnim predznakom: »jugointegralistički tip Čerine Vihorskog« (Davni dani, 1916.), Vihor kao sinonim »histeričnog šovinizma« (Iz hrvatske kulturne historije, Mogućnosti, 1959., 4). S druge je strane K. gotovo sjetan u reminiscencijama na terazijsku kaldrmu i Čerinu koji preko nje polaže život »fantastičnim kumirima« (Iz knjige Izlet u Madžarsku 1947., Republika, 1953., 12). Očitu podijeljenost Krležinih osjećaja najzornije pokazuje odnos prema Čerininu nekrologu Matošu: jednom u njemu vidi »sretna uočavanja« (Pjesme A. G. Matoša, Književna republika, 1924., knj. I, br. 2-3), a drugi put »mržnju« (Odlomci romansirane biografije Frana Supila, Forum, 1967., 5-6).
U formuliranju svoje »uznemirenosti« Čerina se Krleži čini nesamostalnim, proizlazi iz »nacionalistički obojene književnosti (...) očarane baresovskim halucinantnim priviđenjima« (Barbusse - Barrés, paralela, Eseji II, Zagreb 1962.) i »Meštrovićeve pojave za sebe« (Marginalije uz slike Petra Dobrovića, Savremenik, 1921., 4), »epigon je« Papinija i Marinettija (Zapisi s Tržiča, Sarajevo 1988.). Kao poklonik »vidovdanskog kulta« je anakron - protiv čega se buni Krležin kreativni subjekt: »Traže se nove teme. Što će ovim mojim domobranima kosovska simbolika?« (Davni dani, 1916.).
Krleži nije bez značaja ni Čerinina bolest: »Čerina je tip uznemirenog Mediteranca (...) paranoika«, Vihor je rezultat »afekta«, retorika mu je »pomalo suluda« (Davni dani, 1917.), a onda i slučaj žalosne sudbine pisca kad bolest izravno utječe na literaturu (Dure Dimovića Baš čelik, Književna republika, 1925., knj. II, br. 5; O Kranjčevićevoj lirici, Hrvatska revija, 1931., 3).
Premda rezerviran spram Čerinine ideologije jugoslavenstva, K. je cijenio iskrenost njegovih poticaja i snagu njegova neostvarenog talenta. Osjećajući bez sumnje u Čerininu »tragičnom monologu« dio vlastitih dilema, neće biti slučajno kad nas u jednom fragmentu Zapisa s Tržiča vodi od Vihora do »iskrene pobune Frana Šupila«.